# Зиґмунт Клеменсевич
Зиґмунт Александер Клеменсевич (пол. Zygmunt Aleksander Klemensiewicz; 24 квітня 1886, Краків, Австро-Угорщина — 25 березня 1963, Гливиці, Польща) — польський фізико-хімік. Доктор філософії (1908), габілітований доктор (1912), професор (1920) Львівського університету. Професор та завідувач кафедри фізики Львівської політехніки (1924—1939). Завідувач кафедри ядерної фізики Сілезької політехніки.

## Життєпис
Народився 24 квітня 1886 року у Кракові в родині вчителя історії та географії, директора гімназії Роберта Клеменсевича та Марії Юзефи з Рейхманів. Від 1892 року разом з батьками мешкав у Львові. Навчався у 5-й цісарсько-королівській гімназії імені гетьмана Станіслава Жолкевського, що розташовувалася на вул. Кушевича у Львові (нині — львівська філія Київського національного університету культури і мистецтв), де 1904 року з відзнакою склав іспит та отримав атестат зрілості. Під час навчання у гімназії його однокласниками були Станіслав Лемпицький, Маврицій Шлаффенберг.
У липні 1908 року захистив дисертацію на тему: «Сурми хлорид як іонізуючий розчинник» (пол. «Chlorek antymonowy jako rozczynnik jonizujący»; керівник — професор Львівського університету Станіслав Толочко) на отримання наукового ступеню — доктор філософії. Того ж року, як стипендіат Національного відділу, виїхав на стажування у Політехнічному інституті (м. Карлсруе, Німеччина), яке проходив впродовж 1908—1911 років у лабораторії професора Фріца Габера. 
Тоді його зацікавила інша область наукових досліджень — електропровідність у газах. Працюючи у Карлсруе, він спільно з Габером у 1908 році розробив перший скляний електрод, який використовувався без змін протягом десятиліть. Через рік вони опублікували статтю з описом електрода.
1912 року отримав науковий ступінь габілітований доктор у львівському університеті і став доцентом цього університету. У 1913 році він отримав грант від Фонду Карнегі-Кюрі на поїздку до Радієвого інституту в Парижі, де працював до початку першої світової війни під керівництвом Марії Склодовської-Кюрі. Там він ознайомився з секретами та технікою вимірювань радіоактивності. 
Під час війни працював асистентом в інституті Пастера у Парижі, згодом — технічним керівником фабрики з виробництва ліків від сифілісу — сальварсану. У 1919—1920 навчальному році викладав у 3-й Державній гімназії імені короля Стефана Баторія у Львові (нині — науково-дослідний інститут НУ «Львівська Політехніка» на вул. Князя Романа, 5).
У 1919—1924 роках був професором кафедри загальної і неорганічної неорганічної хімії і фізики Львівського університету. У 1920—1940 роках — професор фізичної хімії та електроніки Львівської політехніки, був членом польського Політехнічного товариства у Львові. Мешкав у Львові на вул. Мурарській (нині — вул. Єфремова), 31.
Після початку другої світової війна та радянського вторгнення до Польщі був заарештований НКВС 19 березня 1940 року у Новоселиці, що поблизу Долини. Перебував у сколівській, згодом Стрийській в'язницях, з березня 1940 року — у Харкові, з вересня 1940 року — у Старобільську, де був засуджений у жовтні 1940 року на покарання у вигляді 5 років таборів. 
Його вивезли до Казахстану, де у 1940—1942 роках відбував покарання. Після підписання угоди Сікорського-Майського 30 липня 1941 року, за яким Радянський уряд надав амністію всім польським громадянам, які перебували на той час в ув'язненні на радянській території, у тому числі, й військовополоненим. 28 серпня 1942 року Зиґмунт Клеменсевич був звільнений з табору та у складі армії Владислава Андерса евакуйований до Ірану. Через Єгипет дістався до Великої Британії, де перебував у 1944—1956 роках. В еміграції, член-засновник Польського наукового товариства за кордоном. Засновник та завідувач кафедри фізики, декан Польського коледжу Лондонського університету. Після повернення до Польщі 22 квітня 1956 року він був професором та завідувачем кафедри ядерної фізики Сілезької політехніки у Гливиці до виходу на пенсію у 1960 році.
Він був затятим альпіністом. Займався лижами — був досвідченим туристом-лижником. Він також займався фотографією, зокрема гірською, якій присвятив один розділ свого підручника «Zasady taternictwa». У міжвоєнний період був віце-президентом Польської лижної асоціації (пол. PZN).
Помер 25 березня 1963 року у Гливиці, похований Раковицькому цвинтарі у Кракові. Його дружина Стефанія, уроджена Венєвська померла 2 березня 1975 року у Кракові. 

## Наукові дослідження
Фізична хімія, радіоактивність, кінетична теорія матерії і термодинаміки, електрохімічні властивості радію і торію, колоїдні властивості водних розчинів сальварсану, хімічні реакції в газових середовищах. У 1909 році, спільно з Фріцем Габером, сконструював скляний електрод.

## Праці
Зиґмунт Клеменсевич є автором низки наукових праць, зокрема:
- 1909 — «Fritz Haber und Zygmunt Klemensiewicz Über elektrische Phasengrenzkräft. Zeitschrift für Physikalische Chemie» (співавтор Фріц Габер);
- 1913 — «Zasady taternictwa» — перший польський підручник з альпінізму;
- 1914 — «Sur les propriétés électrochimiques du radium B et du thorium B»;
- 1927 — «Podstawy pojęciowe statystyki fizycznej»;
- 1952 — «A system of energetics».